# Wangerooge
53°47′N 07°54′Ø / 53.783°N 7.900°Ø
Wangerooge er en af Østfrisiske Øer i Nordsøen ud for nordvestkysten af Tyskland. Øen udgør en kommune i Landkreis Friesland i Niedersachsen.
Wangerooge er den mindste af de syv beboede tyske østfrisiske øer, og ligger mod øst i øgruppen. Den er den eneste der har hørt til Oldenburg mellem 1815 og 1947, mens Borkum, Juist, Norderney, Baltrum, Langeoog og Spiekeroog altid har hørt til Østfrisland. I 2012 havde øen 1269 indbyggere, men om sommeren er der ofte mere end 7.000 turister om dagen.
Strandene, og den rolige atmosfære på Wangerooge trækker mange turister til. Den rolige atmosfære fremgår også af øens valgsprog: «Gud skabte tid, men han nævnte aldrig hast!». Det er ikke lovigt at køre bil på øen, som har færgeforbindelse Harlesiel på fastlandet, og kan nås med fly fra Harlesiel, Bremen eller Hamburg. Færgerne har ikke faste afgangstider på grund af tidevandet, og kan kun sejle ved højvande.
Wangerooge har to fyr, et nyt og et gammelt, foruden et i vesttårnet. Øen har, indtil der for omkring hundrede år siden blev gjort tiltag til at forhindre det, konstant flyttet sig, og før det forsvandt bygninger ofte i havet. Vesttårnet som oprindelig blev bygget i 1597 var dengang på østsiden af øen.
- Havnen på Wangerooge
- Det gamle fyrtårn
- Det nye fyrtårn
- Strand og dige
- Café Pudding
- Vesttårnet